# リケッチエラ属
リケッチエラ属(リケットシエラ属　Rickettsiella)はPseudomonadota門ガンマプロテオバクテリア綱レジオネラ目コクシエラ科の属の一つである。グラム陰性の偏性細胞内寄生性細菌。属名は小さなリケッチア属を意味する。
カブトムシやダニ、クモ、ツブバエやイナゴ、コオロギ、アブラムシといった節足動物に寄生し、病原性がある場合がある。欧米に分布するエンドウヒゲナガアブラムシ（Acyrthosiphon pisum）に寄生するリケッチエラ属細菌は宿主の生育や繁殖にほとんど影響を与えずに緑色系色素の生産を活性化させその体色を赤から緑色に変化させ、結果として宿主が天敵に捕食される可能性を下げてその生存率を上げることが示唆されている。また、家禽の吸血性寄生虫且つ養鶏産業の害虫であるワクモ（Dermanyssus gallinae）とも共生しており、血液中に存在しない必須栄養素のビタミンBを宿主に供給する働きがあると考えられている。

## 下位分類（種）
以下の種を含む(2024年9月現在)。

### IJSEMに正式承認されている種
- Rickettsiella chironomi　リケッチエラ・キロノミ

(ex Weiser 1963) Weiss et al. 1984 (IJSEMリストに掲載 1984)
- Rickettsiella grylli　リケッチエラ・グリッリ

(ex Vago & Martoja 1963) Weiss et al. 1984 (IJSEMリストに掲載 1984)
- Rickettsiella massiliensis　リケッチエラ・マスシリエンシス

(Mediannikov et al. 2011) Saini & Gupta 2021
- Rickettsiella popilliae　リケッチエラ・ポピリアエ

(Dutky & Gooden 1952) Philip 1956 (IJSEMリストに掲載 1980)
- Rickettsiella stethorae　リケッチエラ・ステトラエ

Hall & Badgley 1957 (IJSEMリストに掲載 1980)

### IJSEMに未承認の種
- "Rickettsiella agriotidis"

Leclerque et al. 2011
- "Rickettsiella armadillidii"

Frutos et al. 1994
- "Rickettsiella costelytrae"

Leclerque et al. 2012
- "Candidatus Rickettsiella isopodorum"

Kleespies et al. 2014
- "Rickettsiella pyronotae"

Kleespies et al. 2011
- "Candidatus Rickettsiella viridis"

Tsuchida et al. 2014